# Катте, Фридрих Карл
Фридрих Карл Катте (нем. Friedrich Karl von Katte; 1772 — 1836) — немецкий политический деятель.
Участвовал в 1792-1795 годах в походах против Франции и в 1806 году попал в плен к французам. После освобождения из плена ему пришла мысль смелым неожиданным шагом сбросить французское иго. С горстью крестьян он едва не взял Магдебург (1809), но измена расстроила его план. Позже он на австрийской службе участвовал в сражениях при Ваграме и Асперне; в походах 1813-1815 сражался в прусских войсках.